# Lidköpings, Falköpings och Hjo valkrets
Lidköpings, Falköpings och Hjo valkrets var i riksdagsvalen till andra kammaren 1866–1893 en egen valkrets med ett mandat. Valkretsen, som alltså omfattade städerna Lidköpings stad, Falköpings stad och Hjo stad, avskaffades inför valet 1896 då Lidköping och Hjo fördes till Lidköpings, Skara och Hjo valkrets och Falköping till Mariestads, Skövde och Falköpings valkrets.

## Riksdagsmän
- Wilhelm Nilson, min 1867, nylib 1868–1869 (1867–1869)
- Carl Wennérus (1870–1875)
- Carl Fock (1876–1878)
- Jonas Sandwall (1879–1882)
- Carl Wennérus (1883–första riksmötet 1887)
- Peter Westerberg (andra riksmötet 1887)
- Wilhelm Nilson, AK:s c 1891–1894, fr c 1895–1896 (1888–1896)